# 入内島道隆
入内島 道隆（いりうちじま みちたか、1963年2月6日 - ）は、日本の政治家。群馬県議会議員（2期）。群馬県吾妻郡中之条町の元町長（2期）、元中之条町議会議員（1期）。中之条町内の国民保養温泉地である四万温泉の温泉旅館「湯元 四萬舘」の経営者。NPO法人ぐんまCSO理事長。

## 経歴
1963年中之条町生まれ。群馬県立渋川高等学校を経て、東北大学経済学部卒業。1993年、湯元四萬館代表取締役社長に就任。
1999年4月、中之条町議会議員選挙に立候補し、初当選する。2003年4月、同町の町長選挙への立候補準備のため、町議会議員選挙に出馬せず、議員職を1期で終えた。

### 中之条町長
2004年1月18日に行われた中之条町長選において、3選を目指した小渕光平を激戦の末破り、40歳にして町長となる。当時、群馬県内最年少首長であった。
2008年1月、無投票再選。2012年1月、任期満了。

#### 困難な町政
当選直後、助役と収入役が辞任する。議会も小渕派が大半でオール野党状態であった。2007年の町議会議員選挙では入内島を支持する町議も新たに当選し、町長派と反町長派が形成された。
現代アートの祭典「中之条ビエンナーレ」、NHK連続テレビ小説「ファイト」（ロケ地に）などをてこに観光面を強化し、役場の応対の向上などに取り組んだ。

#### 町村合併をめぐって
吾妻郡東部4町村（吾妻町・中之条町・高山村・東村）で合併に向けた協議が行われていた。この合併は当初吾妻市の誕生が念頭に置かれていたが、入内島はあえて村になることで日本一大きい村として売り出そうと提案。結局、この合併話は流れ、吾妻町と東村のみが2006年から東吾妻町となることになった。

#### 引退
2011年、次期町長選に出馬せず、町長退任後は「充電期間」に入り、しばらく政治活動から離れると表明した。後継町長には、入内島町長派と反町長派の双方の町議らからの要請を受けて、折田謙一郎が出馬し当選した（2014年に辞職）。折田は小渕恵三とその娘の衆議院議員小渕優子の私設秘書を務めた人物で、入内島町長派・反町長派とも再び小渕派に回帰することになった。

### 町長引退後
2018年11月に行われた、中之条町長選挙において、現職の伊能正夫への対抗とし出馬した外丸茂樹の参謀を務める。早くから地域での草の根活動などを行ったが、共産党員と旧民主党支持者との内部分裂もあり、外丸は惜敗した。

### 群馬県議会議員
2019年の群馬県議会議員選挙に吾妻郡選挙区から無所属で出馬し初当選。初当選後、県議会で一人会派「如水会」を結成した。
2023年の県議選には自由民主党推薦の無所属で出馬し再選。県議選後、自民党は入内島ら同党推薦の当選者6名を追加公認し、入内島は県議会の会派「自由民主党」に入会した。

## テレビ出演
- 2006年1月20日に放送された『開運!なんでも鑑定団』の「出張鑑定in中之条」にトップバッターとして出場。掛け軸を持参する。